# Stile troubadour

Pierre-Henri Révoil, René d'Anjou e Palamede di Forbin, c. 1827, una tipica scena aneddotica irrilevante, in questo caso, commissionata da un discendente di Forbin.

Prendendo il nome dai trovatori medievali, lo stile troubadour fu un termine di scherno applicato alla pittura storica francese del XIX secolo con raffigurazioni idealizzate del Medioevo e del Rinascimento. Esso può essere visto come un aspetto del Romanticismo e una reazione contro il Neoclassicismo, che stava arrivando alla fine del Consolato e divenne particolarmente legato a Giuseppina Bonaparte e a Caroline di Borbone, duchessa di Berry. In architettura lo stile era un esuberante equivalente francese dell'architettura neogotica dei paesi germanici e anglofoni. Lo stile correlato agli sviluppi contemporanei della letteratura e della musica francese del XIX secolo, è di solito limitato alla pittura e all'architettura.

## Storia

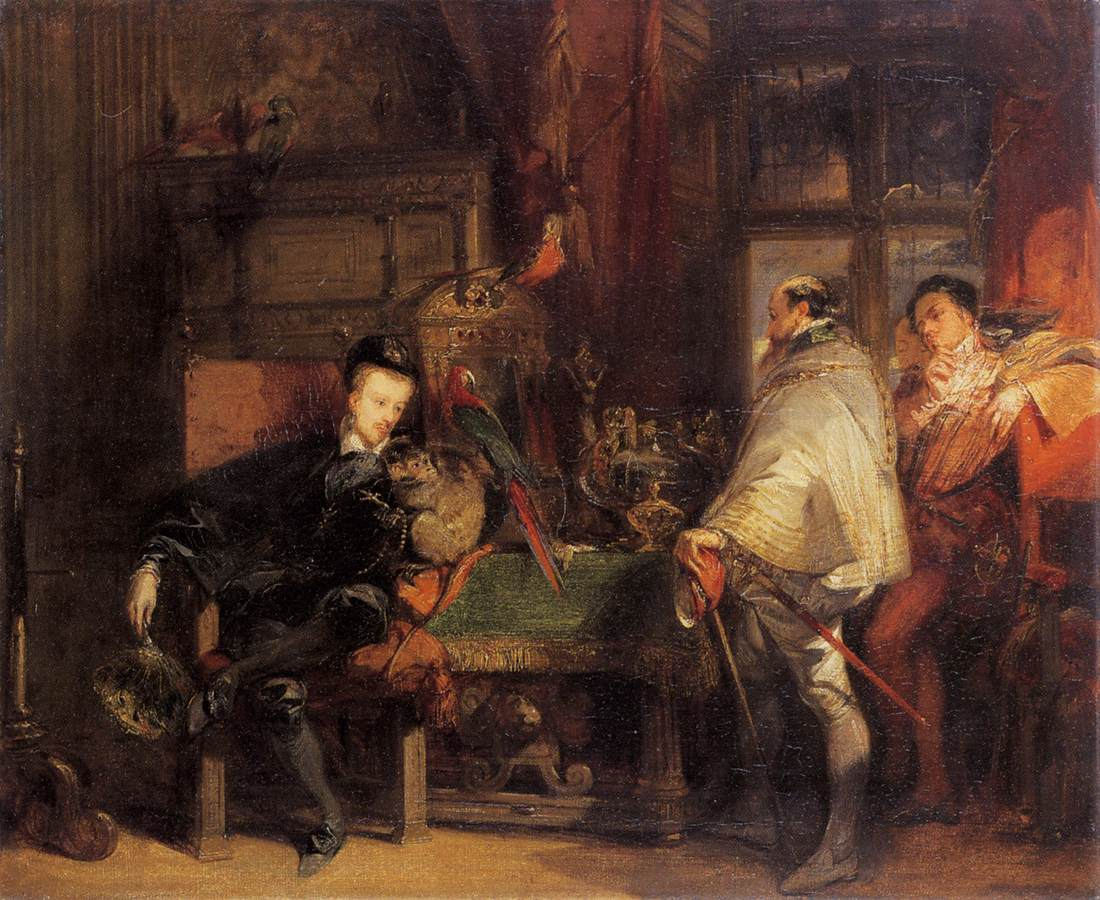
Richard Parkes Bonington, Enrico III di Francia.

La riscoperta della civiltà medievale fu una delle curiosità intellettuali dell'inizio del XIX secolo, con tanti elementi dell'Ancien Régime, delle sue istituzioni, dei riti (la cerimonia d'incoronazione risalente al XVI secolo) e delle chiese medievali dove si svolgevano le cerimonie di famiglia.
Mentre venivano riesumate le spoglie dei re e messa sul mercato una moltitudine di oggetti, opere d'arte ed elementi di architettura medievale, i rivoluzionari portarono in vita, si potrebbe dire, il Museo nazionale dei monumenti francesi, realizzato in un ex convento, che sarebbe diventato poi l'École nationale supérieure des beaux-arts di Parigi, presentando tutti questi gloriosi detriti del Medioevo come soggetti di ammirazione per il pubblico e come modelli di ispirazione per gli studenti dei dipartimenti di incisione, pittura e scultura, ma non quelli di architettura perché il suo insegnamento era stato dissociato dalle "belle arti" e collocato nel scuola centrale di opere pubbliche sotto la guida di J.N.L. Durand, una pervicace promotore della architettura neoclassica che caratterizzò gli stili della Convenzione nazionale e del Consolato. In seguito, con la restaurazione e sotto l'impulso di Quatremère de Quincy e Mérimée, una nuova tradizione di insegnamento dell'architettura la rimise sotto l'ombrello belle arti. Si iniziò con laboratori privati che si comportavano come architetti diocesani che lavoravano per i monumenti storici, per dar poi vita alla Società centrale degli architetti che rese possibile fare architettura in stile troubadour.
La rinascita del sentimento cristiano e del cristianesimo nelle arti, con la pubblicazione nel 1800 di Le Génie du Christianisme ('Il genio del cristianesimo), giocò un ruolo importante a favore del creare pittura, scultura e letteratura, spesso ispirate dalla religione.
Artisti e scrittori rifiutarono il neo-razionalismo dell'antica rivoluzione francese e tornarono a percepire un passato cristiano glorioso. Il progresso della storia e dell'archeologia, nel corso del XVIII secolo, cominciò a dare i suoi frutti, in un primo momento, nel campo della pittura. Paradossalmente questi pittori del passato non erano a conoscenza dei primordi della pittura francese, trovandoli troppo accademici e non sufficientemente pieni di aneddoti.

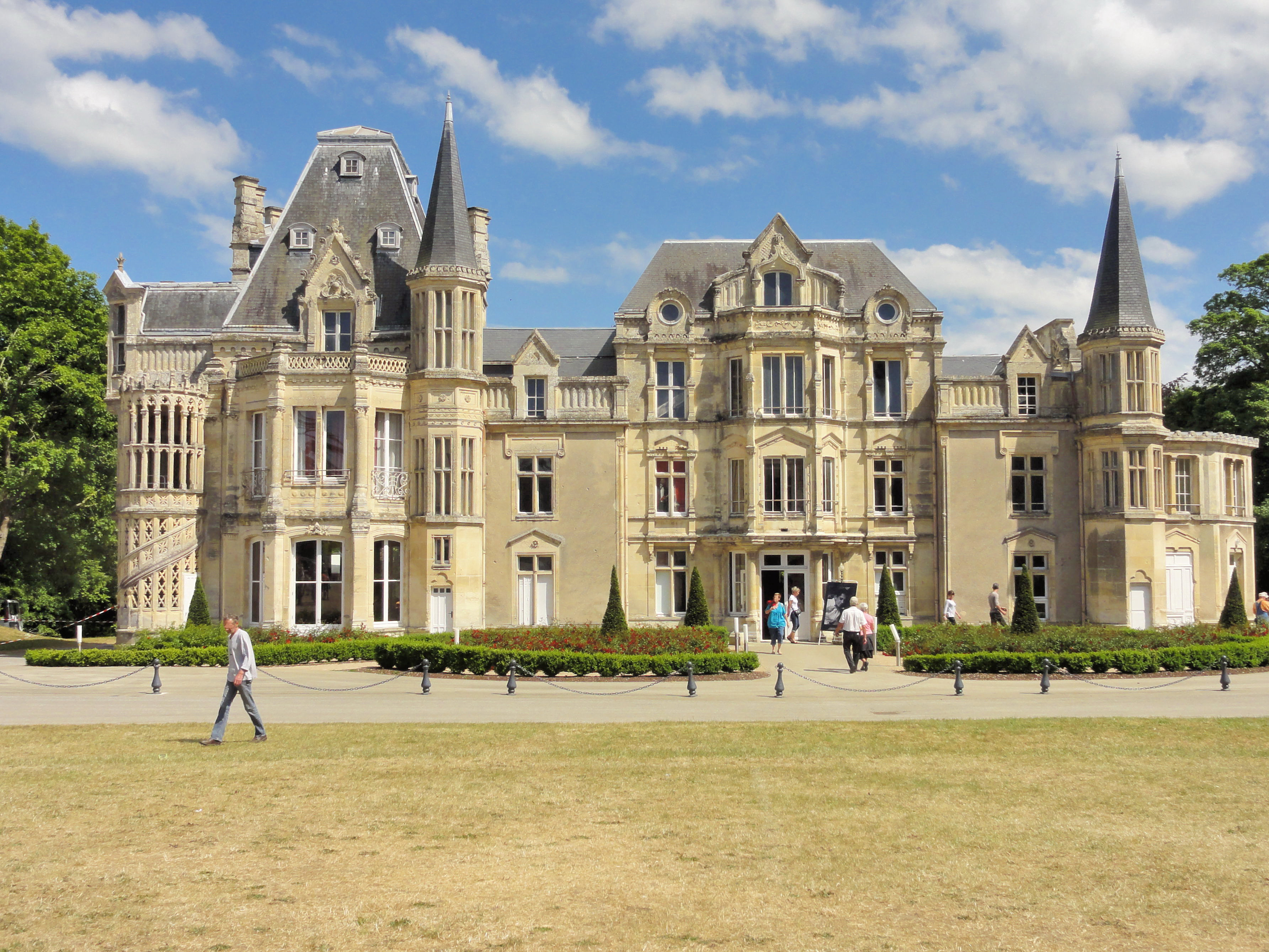
Castello di Beauregard, Calvados, 1864.

Napoleone stesso non disdegnava questa corrente artistica: egli prese come suo emblema l'alveare d'oro sulla tomba del re Merovingio Childerico I, riscoperta nel XVII secolo, e si considerava l'erede della monarchia francese. Diede un riconoscimento ufficiale al Medioevo nelle forme della sua incoronazione e cercò di trarre profitto da altri ornamenti dei re francesi medievali, forse, anche i loro miracolosi poteri curativi (Bonaparte in visita agli appestati di Giaffa di Antoine-Jean Gros venne visto come una moderna rivisitazione dei re taumaturghi).

## Letteratura
L'interesse del pubblico verso la letteratura del Medioevo si manifestò in Francia e soprattutto in Inghilterra. In Francia, iniziò con l'adattamento e la pubblicazione, dal 1778, di antichi romanzi cavallereschi del conte di Tressan (1707-1783) nel suo Bibliothèque des romans, e in Inghilterra con i primi romanzi fantastici, come Il castello di Otranto. Questi romanzi inglesi ispirarono scrittori gli francesi del tardo XVIII secolo a seguire questa corrente, come ad esempio il Marchese de Sade con la sua Histoire secrete d'Isabelle de Baviere, reine de France. Le Troubadour, poésies occitaniques (1803) di Antoine Fabre d'Olivet resero popolare il termine e potrebbero aver portato alla denominazione del nuovo stile artistico. I Waverley Novels di Walter Scott divennero molto popolari in tutta Europa e influenzarono pittori e romanzieri francesi come Alexandre Dumas e Victor Hugo.

## Pittura

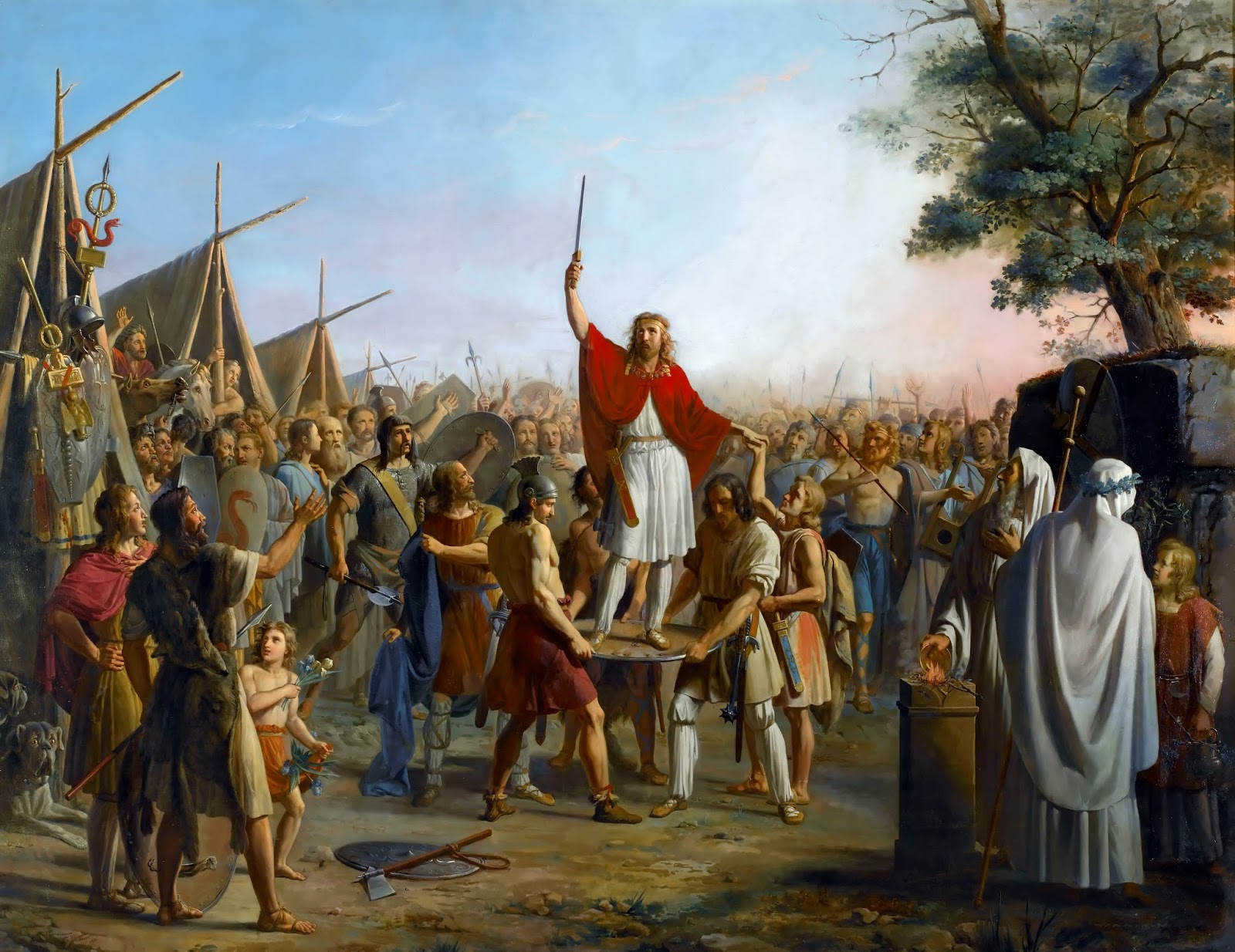
Faramondo sollevato sugli scudi dai Franchi, di Pierre-Henri Révoil e Michel Philibert Genod, 1845.

Nella pittura, lo stile troubadour fu utilizzato dai pittori storici per ritrarre episodi storici edificanti, spesso prendendo in prestito la sua scorrevolezza, la sua minuta descrizione illusionistica dei dettagli, la riproduzione dei tessuti, il carattere intimo delle scene familiari e gli altri artifici tecnici della pittura del secolo d'oro olandese. I dipinti erano normalmente piuttosto piccoli, mostrando spesso silenziose scene intime piuttosto che di elevata drammaticità, anche se entrambi i generi erano rappresentati. Vennero spesso inseriti nei dipinti figure politiche della storia, artisti e autori famosi del passato, soprattutto Raffaello e Dante. Il dipinto di Ingres, La morte di Leonardo da Vinci tra le braccia del re Francesco I di Francia è una delle numerose opere che riunivano artisti e governanti. Un certo numero di dipinti di Ingres oltre a quelli di artisti minori come Pierre Révoil (1776-1842) e Fleury François Richard (1777-1852) sono in questo stile. Il belga Henri Leys dipinse atmosfere più scure in questo stile, influenzato dalla pittura del rinascimento nordico. Richard Parkes Bonington è ricordato per i suoi paesaggi, ma dipinse anche in questo stile, come Eugène Delacroix. Il periodo di picco terminò con la rivoluzione del 1848 e poi con l'arrivo del realismo, anche se lo stile senza dubbio si fuse, alla fine del XIX secolo, con la pittura accademica. Il passaggio può essere osservato nelle opere di Paul Delaroche.

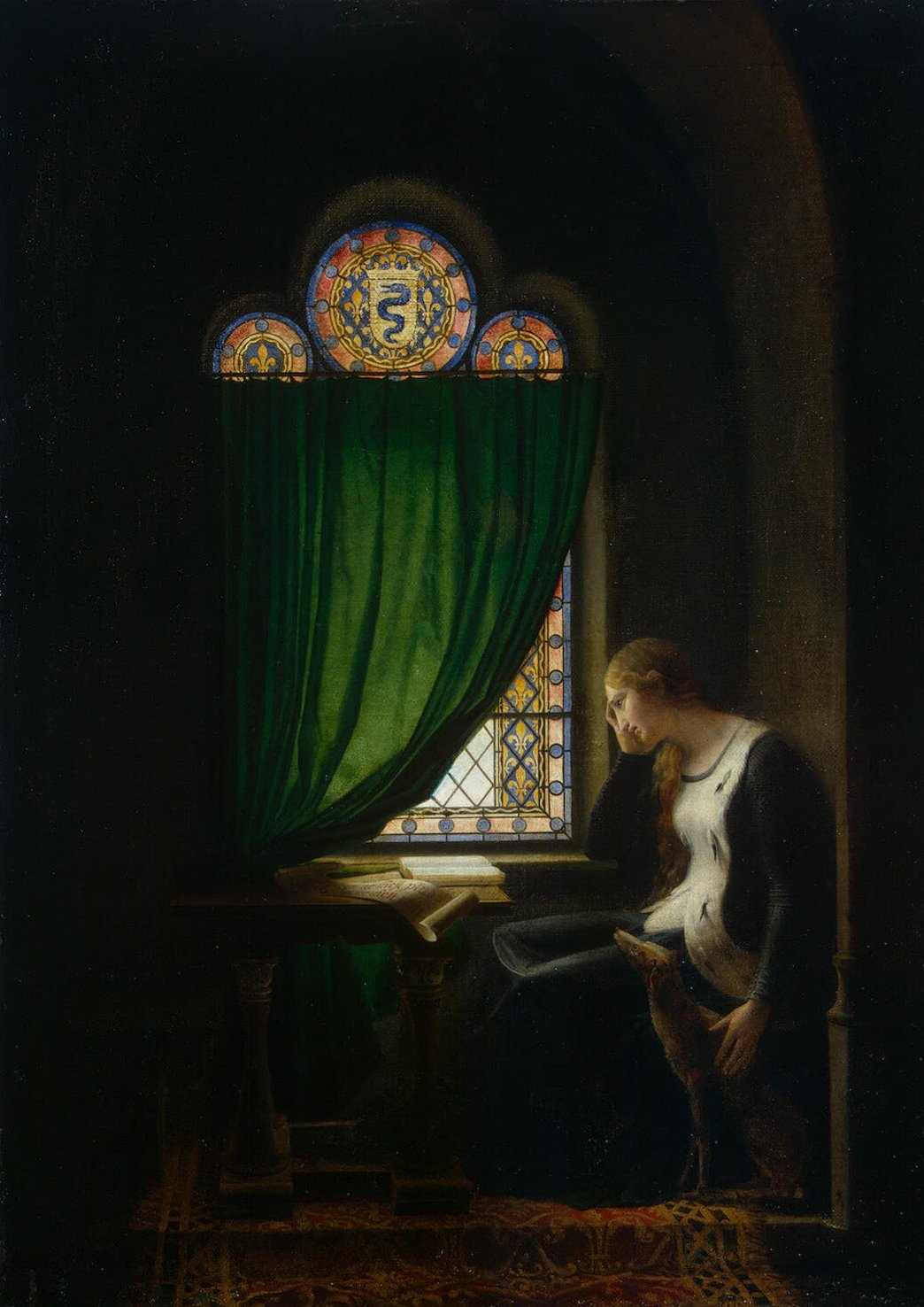
Valentina Visconti piange per la morte del marito, il duca d'Orléans di Fleury François Richard (c. 1802) Museo Ermitage, San Pietroburgo.

Probabilmente il primo dipinto in stile troubadour venne presentato al Salon del 1802, sotto il Consolato. Era un lavoro di Fleury-Richard, Valentina Visconti piange per la morte del marito, un argomento che l'artista aveva pensato nel corso di una visita al Museo nazionale dei monumenti francesi, un museo di monumenti medievali francesi. Una tomba di questo museo venne inserita nel dipinto assieme alla sposa. Grazie al suo soggetto in movimento, il dipinto fu un enorme successo - vedendolo, David gridò «Questo assomiglia a niente che sia mai stato realizzato, si tratta di un nuovo effetto del colore, la figura è affascinante e piena di espressione e questa tenda verde gettata attraverso la finestra rende l'illusione completa.» Le composizioni illuminate dal retro della scena, con il primo piano in penombra, divennero un marchio dei primi anni dello stile.
Il dipinto di Fragonard, Francesco I nominato cavaliere da Bayard presentato, al Salon del 1819, non va preso come una riscoperta del passato medievale, ma come memoria delle recenti tradizioni monarchiche.

### Esempi
- Pierre-Nolasque Bergeret, Aretino nello studio di Tintoretto, Salon del 1822.
- Madame Cheradame, nata Bertaud, L'educazione di san Luigi.
- Michel Martin Drölling, The Last Communion of Marie-Antoinette, Parigi, Conciergerie.
- Louis Ducis, Le Tasse reading a passage from his poem Jerusalem Delivered to Princess Éléonore d’Este, In passato nella collezione dell'imperatrice Giuseppina. Arenenberg, Musée Napoléonien.
- Alexandre-Évariste Fragonard, Don Juan, Zerlina and Lady Elvira, Clermont-Ferrand, Musée des Beaux-arts.
- Alexandre-Évariste Fragonard, The time approaches.
- Alexandre-Evariste Fragonard, François Premier armé chevalier par Bayard (Francesco I investito come cavaliere da Bayard), Meaux, Musée Bossuet.
- Barone François Gérard, The Recognition of the Duke of Anjou as King of Spain, Castello di Chambord.
- Hortense de Beauharnais, The Knight's Departure c.1812, Castello di Compiègne, un tempo al Castello di Pierrefonds.
- Jean-Auguste-Dominique Ingres, Francesca da Rimini e Paolo Malatesta, disegno di Claude-Aimé Chenavard, (1789–1838), Angers, musée des Beaux-arts.
- Jean-Baptiste Isabey, A couple descending the staircase of the tourelle at the château d’Harcourt, Salon del 1827.
- Alexandre Menjaud, Francis I and "la Belle Ferronnière", 1810.
- Nicolas-André Monsiau, Saint Vincent de Paul welcoming the exposed children, Parigi, Chiesa di Saint-Germain-l'Auxerrois, copia a Tolosa, musée de la Médecine.
- Pierre Révoil,
  - René d’Anjou passa la notte al castello di Palamede di Forbin, commissionato dal conte di Forbin, un discendente di René d’Anjou.
  - Le Tournoi, 1812, Lyon, musée des Beaux-arts;
  - La Convalescence de Bayard, 1817, Parigi, museo del Louvre;
- Fleury-Richard, Jacques Molay, Grand Master of the Templars, acquistata al Salon del 1806 dall'imperatrice Giuseppina. Ereditata da Hortense de Beauharnais.
- Louis Rubio, Lo sfortunato amore di Francesca da Rimini, 1832.
- Marie-Philippe Coupin de la Couperie, Il tragico amore di Francesca da Rimini, 1812.

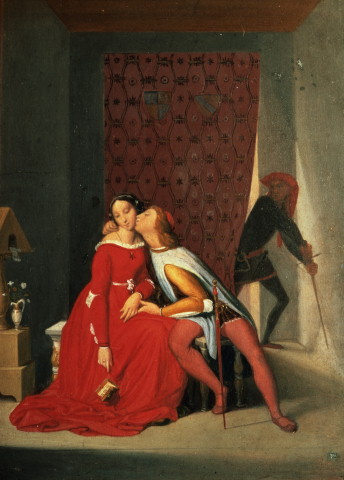
Ingres, Gianciotto scopre Paolo e Francesca, 1819.
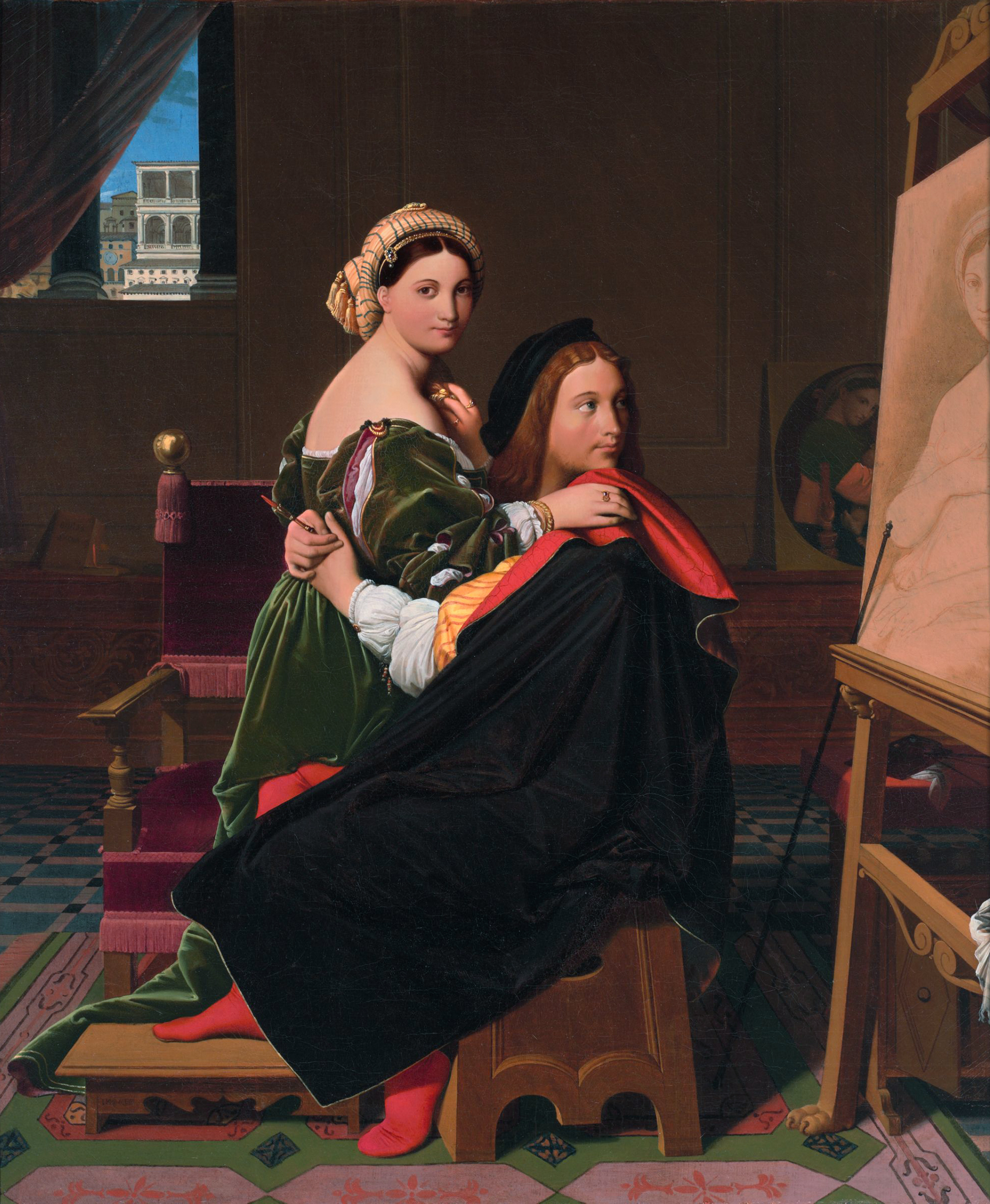
Ingres, Raffaello e la Fornarina, 1814.
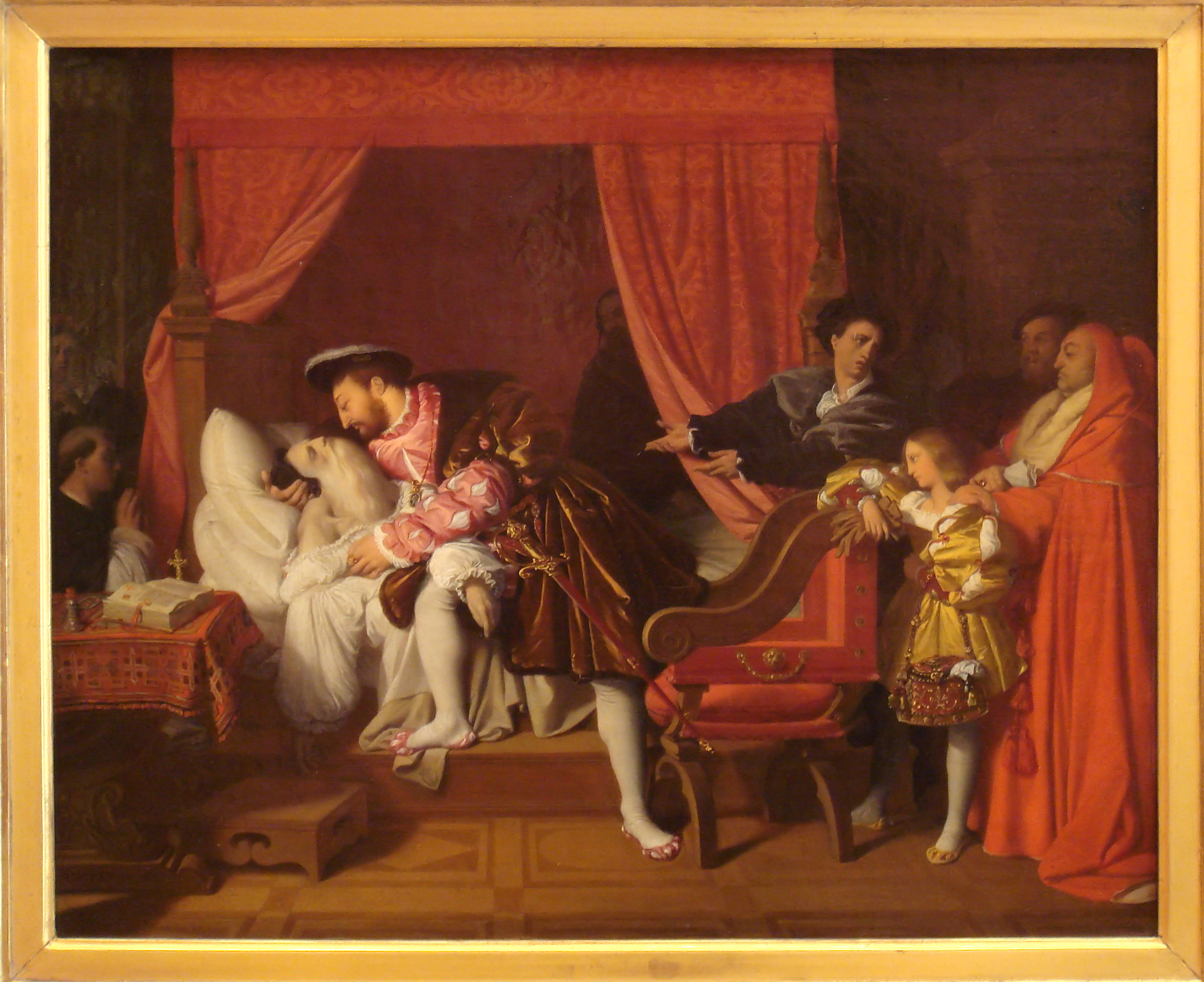
Ingres, Francesco I riceve l'ultimo respiro di Leonardo da Vinci, 1818.
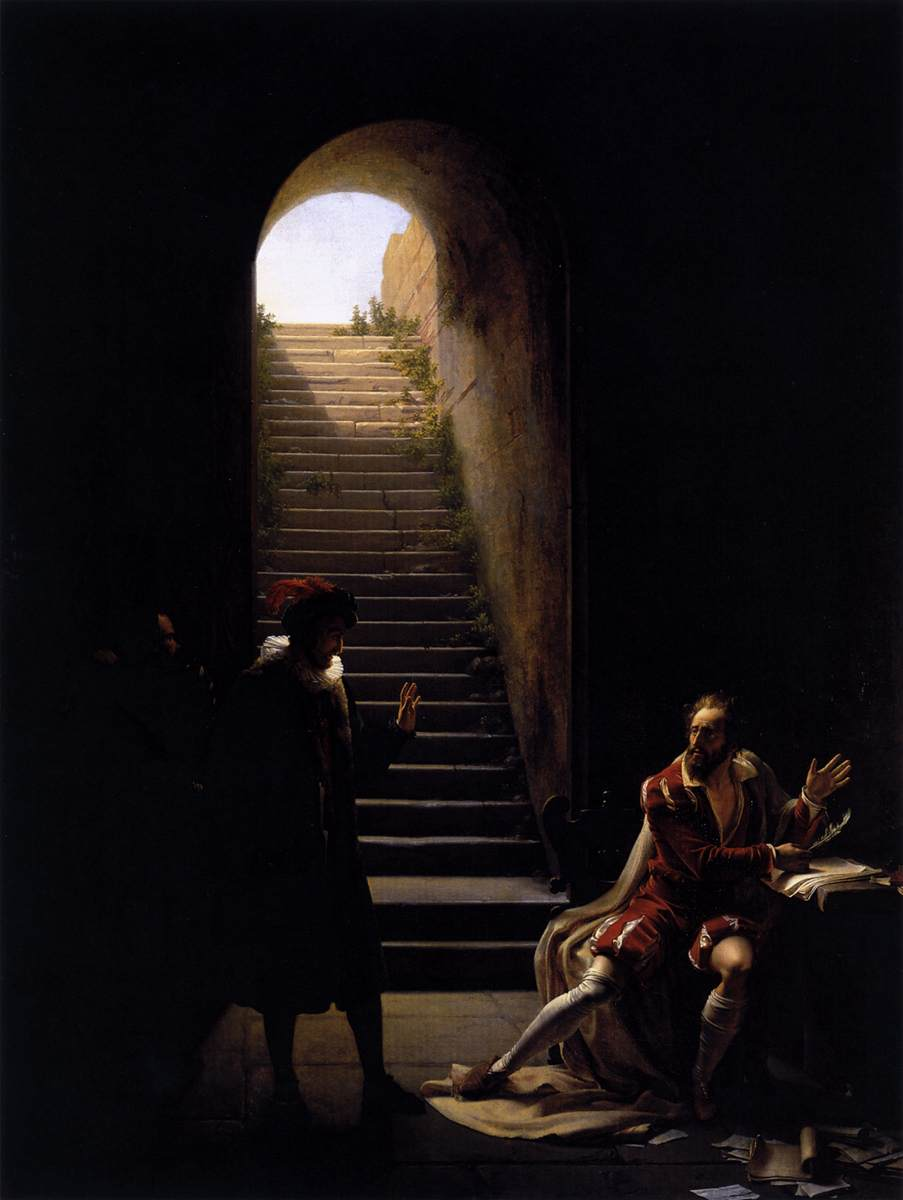
Fleury-François Richard, Montaigne e Tasso, 1822.
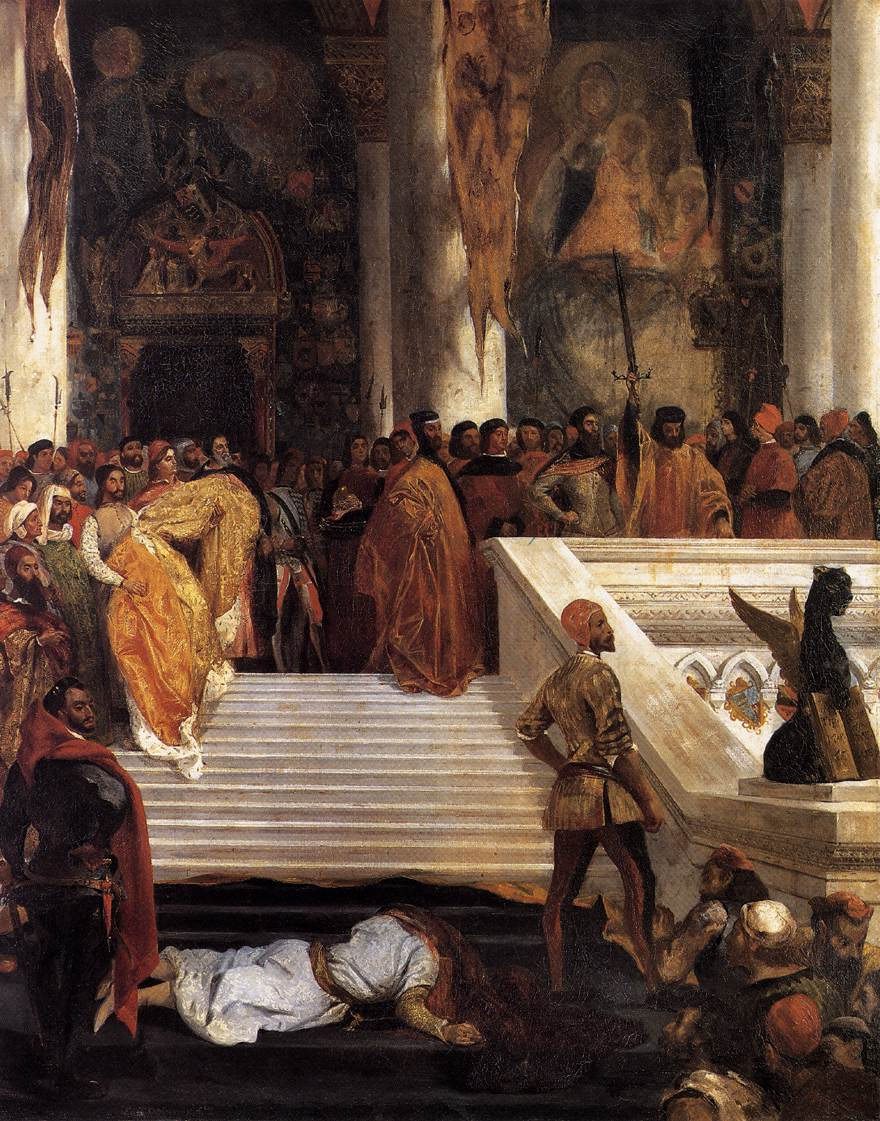
Eugène Delacroix, L'esecuzione del doge Marino Faliero.
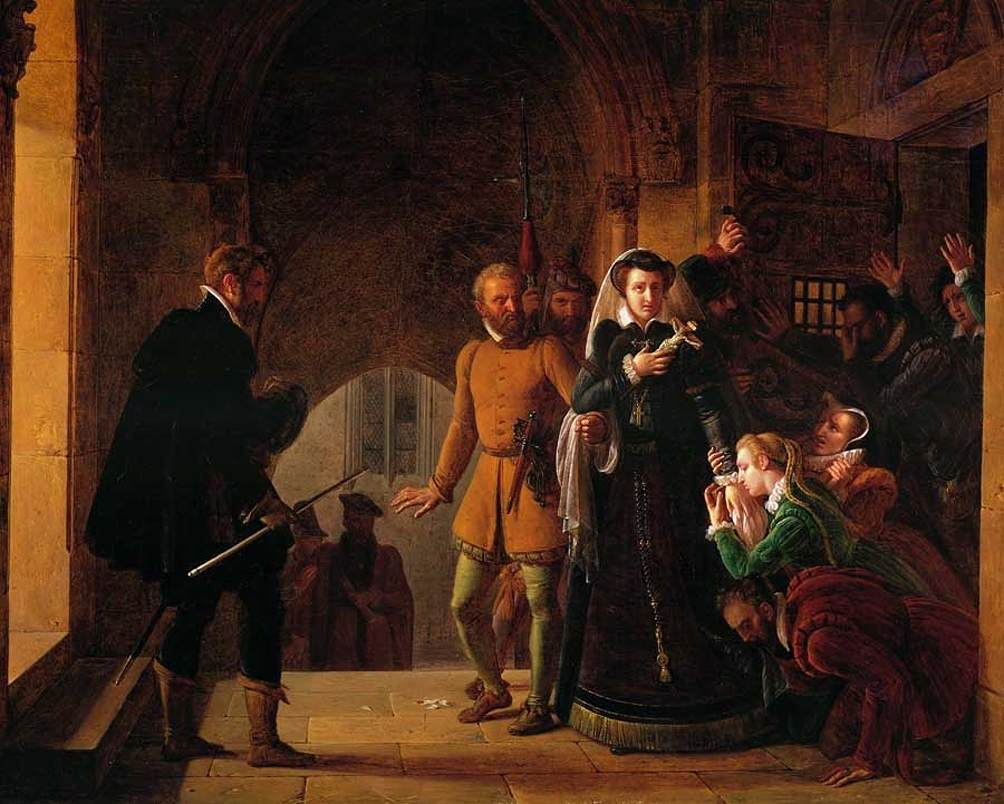
Pierre-Henri Révoil, Maria Stuarda, separata dai suoi seguaci, 1822.

## Architettura
Una moda per l'architettura medievale si riscontra in tutta l'Europa del XIX secolo, proveniente dall'Inghilterra, con una fioritura dello stile neogotico, ma in Francia questo si limita a determinati edifici «feudali» nei parchi dei castelli circostanti.
Dopo la scomparsa dello stile troubadour in pittura, sembra invece che sia continuato (o riemerso) in architettura, nelle arti decorative, in letteratura e nel teatro.

### Edifici in stile troubadour
- Castello de Maulmont a Saint-Priest-de-Bramefant, architetto Pierre-François-Léonard Fontaine, un tempo riserva di caccia reale del Randan, una delle residenze di LLuigi-Filippo di Francia.
- Galleria Saint-Louis, Palazzo di giustizia di Parigi, costruito nel 1835 su progetto di Gisors (1796–1866), al posto della galleria gotica demolita.
- Castello di Pierrefonds, architetto Eugène Viollet-le-Duc.
- Castello di Aulteribe, a Semantizon, ricostruito da Henriette Onslow, figlia del musicista George Onslow.
- Castello du Barry, a Lévignac, una nuova ala neogotica, dai fratelli Auguste Virebent  e Pascal Virebent (1745–1831), architects in Toulouse.
- Castello de la Rochepot, ricostruito da Marie Pauline Cécile Dupond-White (1841–1898), vedova di Sadi-Carnot.
- Castello di Clavières, ad Ayrens, costruito da Ernest de La Salle de Rochemaure.

## Arti decorative
- Horloge au troubadour, in stile impero-troubadour, 1810, da Masurea Étampes.
- Service à chocolat Du Gesclin, Manifattura di Sèvres, su cartone di Alexandre-Évariste Fragonard (1780–1850).

### Pittura
- Catalogo di mostra, Le Style Troubadour, Bourg-en-Bresse, musée de Brou 1971.
- Marie-Claude Chaudonneret, La Peinture Troubadour, deux artistes lyonnais, Pierre Révoil (1776-1842), Fleury Richard (1777-1852), Arthéna, Paris, 1980.
- Marie-Claude Chaudonneret, "Tableaux Troubadour", Revue du Louvre, n° 5/6, 1983, pages 411-413.
- François Pupil, Le Style Troubadour ou la nostalgie du bon vieux temps, Nancy, Presses. Universitaires de Nancy, 1985.
- Guy Stair Sainty (editore), Romance and Chivalry: History and Literature Reflected in Early Nineteenth-Century French Painting, Stair Sainty Mathiesen Gallery, New York, 1996.
- Maïté Bouyssy (editore), "Puissances du gothique", Sociétés & Représentations, n° 20, décembre 2005, edited by Bertrand Tillier.

### Letteratura
- Conte di Tressan, Oeuvres choisies de Tressan, corps d'extraits de romans de chevalerie , 1782–1791, 12 volumes, chez Garnier, à Paris, hôtel Serpente, comprising Amadis de Gaule, Rolland Furieux, Flore et Blanchefleur, Histoire du petit Jehan de Saintré, Cléomade et Claremonde, Le Roman de la Rose, Arthus de Bretagne, Fleurs de batailles, Dom Ursino de Navarin et Dona Inès d'Ovidéo, Gérard de Nevers, etc... Accompagnato da incisioni illustrative, con scene di decorazioni troubadour.
- Horace Walpole, Il castello d'Otranto.

### Architettura
- Guy Massin-Le Goff, Châteaux néo-gothiques en Anjou, Édition Nicolas Chaudun, Paris, 2007.